# Altos de la Vanega
Altos de la Vanega es una urbanización venezolana del estado de Zulia ubicada en el municipio Maracaibo, a 6 kilómetros de su ciudad cabecera, y frente a la primera estación del sistema de transporte masivo Metro de Maracaibo.
Se delimita al norte con la autopista que conduce al Aeropuerto Internacional la Chinita, la estación principal del Metro de Maracaibo, al sur con el popular sector denominado Barrio Simón Bolívar, al oeste con la urbanización La Chamarreta y la autopista Circunvalación Número 3. Sus principales vías de acceso son la Avenida Sabaneta y la autopista Circunvalación Número 2 (importante arteria vial de la ciudad de Maracaibo).

## Historia
Altos de la Vanega fue ideada a finales de 1974 cuando un grupo de empresarios franceses propietarios de la desaparecida constructora Lamarre, encabezados por el empresario Guy Lamarre, decidieron innovar construir un sector comercial y residencial lejos del bullicio de la ciudad y en la parte más alta de Maracaibo para evadir el inclemente clima caluroso característico de esa ciudad.
Sin embargo, no fue hasta mediados de 1975 cuando el proyecto inicial se diseñó con 342 viviendas unifamiliares y un centro comercial, proyecto que se modificó a finales de ese año dando como resultado construir 4 edificios con 144 apartamentos y 342 viviendas unifamiliares de diferentes características estructurales aunque ese concepto no varió mucho.
En 1976 se empezó a edificar la urbanización finalizando la construcción en su totalidad ya a finales del mes de mayo del año 1979, entre los ingenieros que trabajaron en la construcción del proyecto destacan Miryam Urribarri Urdaneta, Eudes Salazar, Luis Jiménez Segura, y Marcial Medina Montiel. Altos de la vanega fue una urbanización diseñada para familias de clase alta ya que los precios de sus viviendas oscilaban entre los 150.000 y los 240.000 bolívares para la época.
A principios del año 1981 la propiedad de los terrenos donde se edificó la urbanización entraron en una gran disputa denominada litigio ya que los documentos de venta que se le hicieron a los empresarios del Grupo Constructor Lamarre eran falsos según lo que alegaron los 99 herederos de la familia Pirela verdaderos propietarios de los terrenos. Este hecho marco muchos problemas de carácter judicial para la empresa Lamarre quien debió enfrentar persecuciones de encarcelamiento y amenazas de muerte por parte de terceras personas involucradas con la familia Pirela y personas que nunca le fueron legalmente adjudicadas sus viviendas. Durante muchos años y luego de que la Compañía Lamarre abandonara el país en 1981 el problema de la titularidad de las viviendas siguió sin solventarse. No fue hasta 1989 cuando finalmente la desaparecida entidad bancaria Caja popular ganara la demanda y se quedara con los derechos de venta de las viviendas.
- Datos: Q5671188